# Nathan Adams
Nathan Adams   (Shrewsbury, 23 de juliol de 1991) és un creador de videojocs britànic que ajuda a desenvolupar Minecraft des del març del 2012. Actualment viu a Suècia i treballa a Mojang.
Adams va néixer a Shrewsbury, Anglaterra el 23 de juliol de 1991. Diu que va aprendre a programar als 10 anys creant bots per MSN.
Després d'acabar els estudis secundaris, va ser rebutjat de la universitat, de manera que va haver de buscar feina, i la trobà a una petita empresa de desenvolupament web. Després va ser contractat per Curse, on va treballar en CraftBukkit, una modificació per a Minecraft. Llavors, Mojang va prendre el control total i va contractar l'equip de CraftBukkit per treballar en una modificació d'API, la qual cosa va permetre els desenvolupadors de mods accedir més fàcilment als fitxers del videojoc Minecraft. Va ser contractat el 28 de febrer de 2012 i va començar a treballar el 27 de març. Deixà de treballar a Minecraft l'octubre del 2015 per treballar en un nou llançador d'aplicacions per a Minecraft, però tornà el febrer de 2017.
Està casat amb Aleksandra "MissMarzenia" Zając, la responsable del projecte a Mojang. Tenen un fill, que va néixer el 2 d'octubre de 2016. Adams és daltònic de color vermell-verd. El 21 de març de 2019, es convertí en ciutadà suec.